# Années 1370
Les années 1370 couvrent la période de 1370 à 1379.

## Évènements
- Domaine royal
- Apanages des frères du roi
- Comté de Foix-Béarn autonome
- Bretagne alliée aux anglais
- Possessions de Charles de Navarre allié des anglais
- Chevauchée de Lancastre en 1369
- Chevauchée de Robert Knowles en 1370
- Chevauchée de Lancastre en 1373

La reconquête par Charles V des territoires concédés au traité de Brétigny.
Domaine royal
Apanages des frères du roi
Comté de Foix-Béarn autonome
Bretagne alliée aux anglais
Possessions de Charles de Navarre allié des anglais
.

- 1369-1375 : reprise de la guerre de Cent Ans. Édouard III n’ayant pas respecté les clauses du traité de Calais, Charles V de France intervient dans le conflit qui oppose le roi d’Angleterre à ses vassaux d’Aquitaine. La France reprend la majeure partie de l'Aquitaine et de la Normandie[1].
- 1370-1379 : Tamerlan règne sur la Transoxiane puis prend le contrôle du Kharezm (1379)[2].
- Après 1370 : en Inde, déclin du pouvoir central pendant la seconde partie du règne du sultan de Delhi Fîrûz Shâh Tughlûq[3].
- 1371-1375 :
  - les écoles de Trnovo prospèrent en Bulgarie, développées par le dernier patriarche national, Euthyme, correcteur de la liturgie slavone et de textes hagiographiques[4].
  - la secte des Strigolniki, ou « tondeurs », se développe à Pskov et à Novgorod[5]. Première grande hérésie russe, elle est réprimée et anéantie au début du XVe siècle.
- 1374-1384 : le prédicateur Geert Groote (1340-1384), laïc de Deventer (Pays-Bas) fonde la « dévotion moderne »[6]. Il plaide pour des traductions des Écritures en langage vernaculaire, et après avoir traduit les Psaumes en hollandais, rassemble un groupe d’hommes pour effectuer d’autres traductions. Il fonde le groupe des Frères de la vie commune, où il exalte les vertus de la pauvreté et de la simplicité, le partage des richesses et la prédication en langue vulgaire.
- 1375-1378 : guerre des Huit Saints menée contre le pape Grégoire XI par une coalition des communes italiennes conduite par la république de Florence[7].
- 1378-1383 :  troubles sociaux en Europe occidentale[8]. Révolte des Ciompi à Florence[7]. Révolte des chaperons blancs contre le comte de Flandre à Gand (1379-1382)[9].
- 1378-1417 : grand Schisme d'Occident[10].
- 1378-1381 : guerre de Chioggia, quatrième guerre entre Venise et Gênes[11].

## Personnages significatifs
- Albert de Suède - Andronic IV Paléologue - Amédée VI de Savoie - Boccace - Bogusław V de Poméranie - Charles II de Navarre - Charles IV du Saint-Empire - Charles V de France - Clément VII - Dimitri III Constantinovitch - Dimitri IV de Russie - Édouard III d'Angleterre - Édouard de Woodstock, le Prince Noir - Ferdinand Ier de Portugal - Fîrûz Shâh Tughlûq - Galéas II Visconti - Grégoire XI - Håkon VI de Norvège - Hayam Wuruk - Ming Hongwu - Jean de Gand - Jean de Vienne - Jean Ier de Berry - Jean IV de Bretagne - Jean V Paléologue - Jeanne Ire de Naples - Jeanne de Penthièvre -  Bertrand Du Guesclin - Ladislas II Jagellon - Lazar Hrebeljanović - Léon VI d'Arménie - Louis Ier de Hongrie - Louis Ier de Naples - Marguerite Ire de Danemark - Marie Ire de Sicile - Murad Ier - Olgierd - Olivier V de Clisson - Pétrarque - Pierre IV d'Aragon - Philippe II de Bourgogne - Richard II d'Angleterre - Robert II d'Écosse - Tamerlan - Tvrtko Ier - Urbain V - Valdemar IV de Danemark - Venceslas Ier de Luxembourg - John Wyclif